# Sara
|  | Per a altres significats, vegeu «Sara la Negra». |

Segons el Gènesi, Sara (hebreu: שָׂרָה, Śārāh‎; àrab: سارة بنت تارح, Sāra bint Tāriẖ) fou la muller d'Abraham, patriarca del judaisme, el cristianisme i l'islam. El seu nom original era Sarai (hebreu: שָׂרַי, Śārāy‎) però, tot i que era estèril, Déu va prometre-li que de la seva descendència en faria una gran nació, raó per la qual va canviar el seu nom per «Sara», que significa ‘princesa’ o ‘sagrada’, i el del seu marit Abram per «Abraham», que significa ‘pare de multituds’.
El seu pare era Tèrah, fill de Nahor i net de Serug. Per tant, era mig germana del seu espòs Abraham, ja que era filla del mateix pare que ell però de diferent mare.
Segons una tradició jueva, Sarai no era filla de Tèrah sinó d'Haran, i quan naixé li donaren el nom de Jèssica, que es convertí en Sarai quan es casà amb Abram, i més tard pel de Sara. De jove vivia amb el seu pare Haran, i els seus germanastres Nahor i Abram a les muntanyes del nord de Mesopotàmia, on s'havia exiliat tota la família.
Quan Tèrah ja era vell, fou autoritzat a tornar al seu poble natal Ur dels caldeus amb la seva família. Allà, Sarai contragué matrimoni amb Abram.
Al cap d'uns anys van decidir, amb Tèrah, el seu espòs i alhora germà Abram i el seu nebot Lot, anar a viure en una altra terra i arribaren fins a l'oasi d'Haran, o van romandre. Mentre estaven acampats, segons una tradició jueva, el cabdill Nimrod va cremar l'oasi per intentar assassinar Abram. Fou en aquell moment, quan Abram tenia 75 anys, que rebé l'ordre Divina d'anar a la Terra Promesa

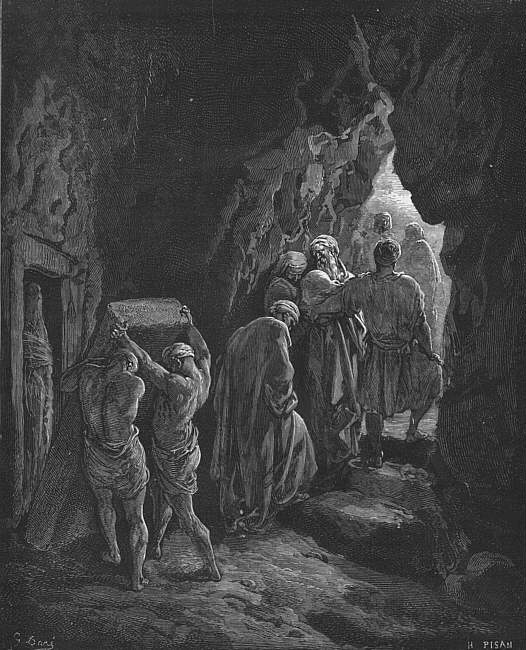
Enterrament de Sara, de Gustave Doré

Durant la seva vida va viatjar diversos cops entre Hebron i Egipte, on tingué problemes amb els regents d'ambdues regions, Abimèlec i el faraó, que la desitjaven, ja que era molt bella; resulta que el faraó la va prendre i Déu va maleir els egipcis amb tantes plagues que la van haver de deixar anar i van haver de sortir. La mateixa història es repeteix de manera paral·lela amb Abimèlec.
A Canaan, es van produir baralles entre esclaus de Lot i d'Abram que van fer que els dos parents i amics se separessin. Aleshores, Lot va anar a viure a les ciutats de Sodoma i Gomorra.
Creient-se Sarai estèril, va demanar-li al seu espòs Abram que mantingués relacions amb l'esclava Agar. Al cap de nou mesos nasqué Ismael, que emplenà de felicitat tota la família. Catorze anys després, Jahvè va canviar els noms de Sarai per Sara i d'Abram per Abraham al lloc conegut com les Alzines de Mambré, just abans que ella es quedés embarassada tot i la seva edat; 90 anys (Abraham comptava 100 anys).
Aquest fill fou Isaac. La Bíblia conta que un dia, Ismael i Isaac estaven jugant (en un sentit molt ambigu, ja que Ismael i Isaac es portaven 14 anys) quan Sara i Agar van començar una discussió. Finalment, Abraham va expulsar Agar i Ismael del campament.
Els jueus es consideren descendents d'Isaac i els àrabs d'Ismael, motiu pel qual tots dos pobles es creuen els hereus veritables d'Abraham. Els primers per descendir de l'hereu d'Abraham i els segons per descendir del primogènit d'Abraham.
Sara va morir als 127 anys a Quiriat-Arbà, a Hebron, i va ser enterrada per Abraham a la cova de Macpelà, comprada als hitites per quatre-centes sicles de plata.